# Diocèse de Lichfield
Le diocèse de Lichfield est un diocèse anglican de la Province de Cantorbéry. Son siège est la cathédrale de Lichfield.
Il trouve ses origines dans le diocèse de Mercie, fondé vers 656 par Diuma et établi à Lichfield en 669 par l'évêque Chad. Il est brièvement élevé au rang d'archevêché à la fin du VIIIe siècle, sous l'influence du roi Offa de Mercie, mais redevient un simple évêché à la mort du roi.

## Archidiaconés
Le diocèse se divise en quatre archidiaconés :
- L'archidiaconé de Lichfield
- L'archidiaconé de Stoke-on-Trent
- L'archidiaconé de Salop
- L'archidiaconé de Walsall